# Деснянська районна рада (Чернігів)

Деснянська районна у місті Чернігові рада є органом місцевого самоврядування і в межах, визначених рішеннями Чернігівської міської ради від 19 червня 2002 року «Про визнання повноважень, які здійснюють районні в місті ради та їх виконавчі органи» (третя сесія четвертого скликання), від 28 грудня 2007 року «Про внесення змін до рішення міської ради від 19 червня 2002 року «Про визначення повноважень, які здійснюють районні у місті ради та їх виконавчі органи» (3 сесія 4 (24) скликання) у галузі будівництва» здійснює повноваження згідно Закону України „Про місцеве самоврядування в Україні” як власні, так і повноваження, делеговані органами виконавчої влади, серед яких:
- в галузі житлово-комунального господарства;
- в галузі будівництва;
- у сфері соціального захисту населення;
- щодо забезпечення законності, правопорядку, охорони прав, свобод і законних інтересів громадян;
- виконання програми соціально-економічного розвитку району, інших цільових програм;
- прийняття та виконання районного бюджету;
Рада є юридичною особою, має печатку із зображенням Державного герба України та своїм найменуванням.
Районна у місті рада діє на засадах відповідальності перед територіальною громадою за свою діяльність , верховенства права, пріоритетності прав людини, гласності.
Районна у місті рада у своїй діяльності керується Конституцією України, Законом України „Про місцеве самоврядування в Україні” та іншими Законами України, актами Президента України, Кабінету Міністрів України, обласної державної адміністрації, Чернігівської обласної та Чернігівської міської рад.

## Депутатський корпус
Депутатський корпус складається з 42 депутатів, згідно з результатами виборів у 2015 році має наступний партійний склад:
| № п/п | Загальний склад ради/ наявна кількість депутатів | Назва депутатського об’єднання                                                  | Кількість депутатів | П.І.Б. керівника                 |
| #     | 42/42                                            | Фракція Радикальної Партії Олега Ляшка                                          | 5                   | Булах Валерій Анатолійович       |
| #     | 42/42                                            | Депутатська фракція політичної партії «УКРАЇНСЬКЕ ОБ’ЄДНАННЯ ПАТРІОТІВ – УКРОП» | 3                   | Олексієнко Володимир Миколайович |
| #     | 42/42                                            | Депутатська фракція політичної партії Всеукраїнського об’єднання «Батьківщина»  | 6                   | Сергієнко Тетяна Анатоліївна     |
| #     | 42/42                                            | Депутатська фракція політичної партії «Наш край»                                | 8                   | Анопрієнко Андрій Вікторович     |
| #     | 42/42                                            | Депутатська фракція ПАРТІЇ «БЛОК ПЕТРА ПОРОШЕНКА «СОЛІДАРНІСТЬ»                 | 8                   | Ткаченко Олександр Андрійович    |